# Hermes Trismegistos
Hermes Trismegistos (řecky Ἑρμῆς ὁ Τρισμέγιστος) je řecké jméno legendární postavy a pozdně helénistická podoba staroegyptského boha Thovta (Džehuteje), jehož starověcí Řekové pro podobnou charakteristiku a shodné funkce ztotožnili s vlastním bohem Hermem.
Hermovo přízvisko Trismegistos pochází z řeckého trìs mégistos a znamená „Třikrát veliký“ nebo „Trojnásobně veliký“, někdy se překládá i jako „Třikrát mocný“ (latinsky Mercurius Tremaximus či Mercurius ter Maximus), bylo původně přízviskem Thovtovým, vyobrazovaného jako boha s lidským tělem a zvířecí hlavou ptáka ibise, případně jako pavián nebo ibis samotný.
Na rozdíl od starogyptského Thovta přestává být Hermés pozdní tradicí chápán jako božstvo a získal plně antropomorfickou podobu jako nejmoudřejší egyptský kněz, mudrc a filosof. V době renesance získal lehce orientální podobu, oblečen do mnišského roucha a s turbanem. Mylně proto bývá považován za reálnou historickou osobu. Připisuje se mu autorství několika historických děl označovaná jako hermetická. Vznikla přibližně okolo začátku letopočtu a jsou shrnuta ve sbírce zvané Corpus Hermeticum. Tato díla pojednávají o specifické egyptsko-helénské duchovní filosofii nazývané jako hermetismus, zrodila se z myšlenkového kvasu ptolemaiovské kosmopolitní Alexandrie, kde synkreticky mísily a vzájemně ovlivňovaly myšlenky a náboženské ideje helénského světa, starověkého Egypta, gnóze a židovství.
Různá další díla (převážně alchymistická, případně okultního charakteru) mu začala být připisována později. Zvláště v období evropské renesance se hermetické spisy těšily značné oblibě. V této době byl Trismegistos považován za zakladatele alchymie a někdy též astrologie. Jeho existence jako skutečné osoby však není prokázána a nezřídka bývá zpochybňována či přímo odmítána.

## Thovt, Hermés, Henoch?

Egyptský bůh Thovt

Hermés Trismegistos je ztotožňován se staroegyptským bohem Thovtem (též Thot, Džehutej nebo též Ezhovtej), což vzniklo z identifikace Thovta s řeckým bohem Hermem. Později byl ztotožňován i s biblickým Henochem. O možné totožnosti těchto postav se vedou různé spory – H. Biedermann soudí, že jméno Hermés Trismegistos pochází ze „synkretického duchovního světa helénistické Alexandrie a označuje egyptského boha moudrosti Thota, který měl zanechat četné spisy o tajných vědách, medicíně, umění rozlučování kovů a alchymii atd. a na jehož moudrosti spočívá také Tabula Smaragdina.“ Na druhé straně např. významný český hermetik Pierre de Lasenic tvrdí, že existovali dokonce tři mudrci toho jména a až poslední z nich, který žil za časů Mojžíše, byl oním Hermem Trismegistem, který napsal mnohá pojednání o hermetismu. Upozorňuje ale také, že na otázku zde Hermes či Thovt byli jednou osobou nebo několika nejde odpovědět kategoricky. Nabízí proto tři teorie:
1. Hermes, Henoch a Thovt byli tři různí jedinci žijící v různých obdobích, ale všichni byli vysokými zasvěcenci a všichni se drželi jedné a té samé nauky, která je společná všem náboženstvím a kultům (s tímto názorem se pravděpodobně ztotožňuje sám Lasenic). PS: THOVT inkarnován v různých tělech jako Nostradamus, Hermes Trismegistos (3x veliký = mistr v hermetických vědách - magie, astrologie, alchymie).
2. Hermes, Henoch i Thovt jsou jednou a toutéž osobou, která se projevovala v různých časově blízkých dobách (tzn. nějaký čas pobyl u Egypťanů, potom pod jiným jménem u Židů atd.).
3. Třetí teorie předpokládá, že existoval pouze jeden Thovt, který žil ještě před potopou světa - pravděpodobně v Atlantidě. Pozdější Hermes, Henoch atp. jsou jen mytologickými reminiscencemi tohoto prvního Thovta (ať se již původně jmenoval jakkoli), který stojí u počátku kultury všech národů, jež přečkaly potopu.

## Život

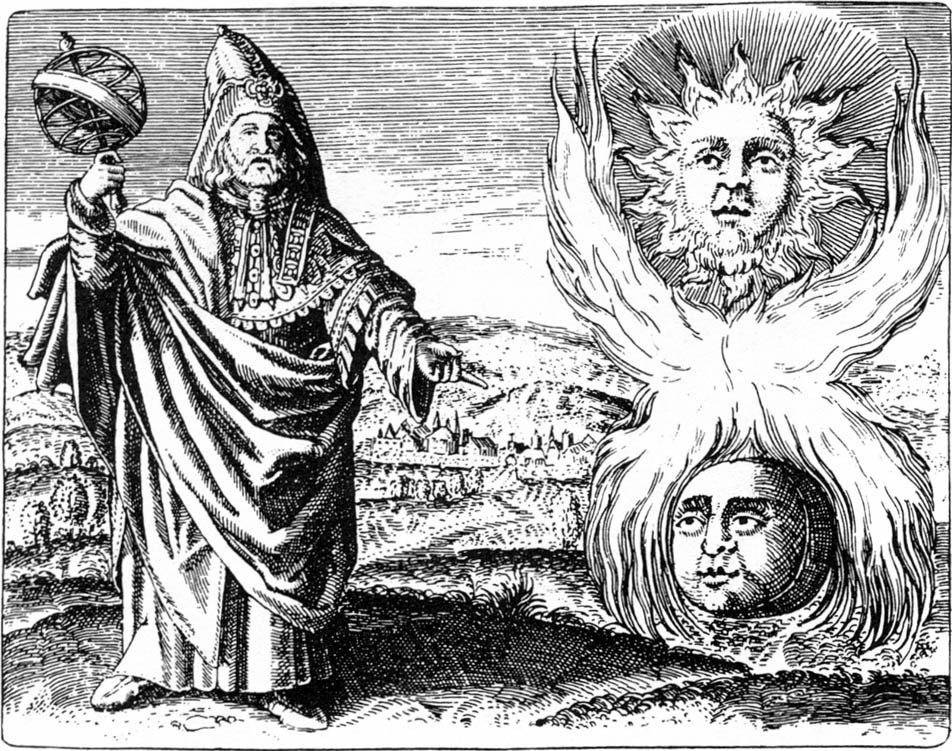
Vyobrazení Herma Trismegista z knihy Viridarium chymicum z roku 1624

O reálném životě Herma Trismegista není nic konkrétního známo, ani neexistuje důkaz, že by někdy skutečně existoval. Jejich absence pouze posiluje mínění Trismegista coby pozdní formy oblíbeného egyptského boha, jehož kult byl silný a mezi lidmi oblíbený. To potvrzuje sama hermetická literatura, pro niž je typický dialog Herma s jeho žákem, který bývá nazýván Tat (pozměněná varianta jména Thovt), Asklépios (tj. Imhotep) nebo Ammon.
Přesto někteří autoři pokoušeli o jeho životě psát. Kupříkladu arabský spisovatel z 12. století Ibu Arfa Ras tvrdí, že Hermes byl synem samotného Adama. Měl se údajně narodit v Číně, poté odcestovat do Indie a nakonec se usadit na Ceylonu, kde prý objevil jeskyni plnou různých pokladů. Byl tam i portrét jeho otce a Smaragdová deska (podle tohoto podání by autorem Smaragdové desky vlastně měl být sám Adam).
V prvním svazku „Histoire de la Philosophie Hermétique“, kterou napsal Lenglet du Fresnoy, se uvádí, že Hermes Trismegistos žil v roce 1996 př. n. l. v Egyptě jako egyptský král pod jménem Sifaos. To by časově zapadalo do tzv. prvního přechodného období, ale žádný vládce toho jména není znám.
Zmiňuje se o něm také sv. Augustin na konci VIII. svazku O Obci boží. Hermes se v jeho podání považuje za vnuka boha Herma a přestože ví, že egyptští bohové jsou lidmi stvořené modly, truchlí nad jejich budoucí ztrátou (s nástupem křesťanství).

## Připisované dílo

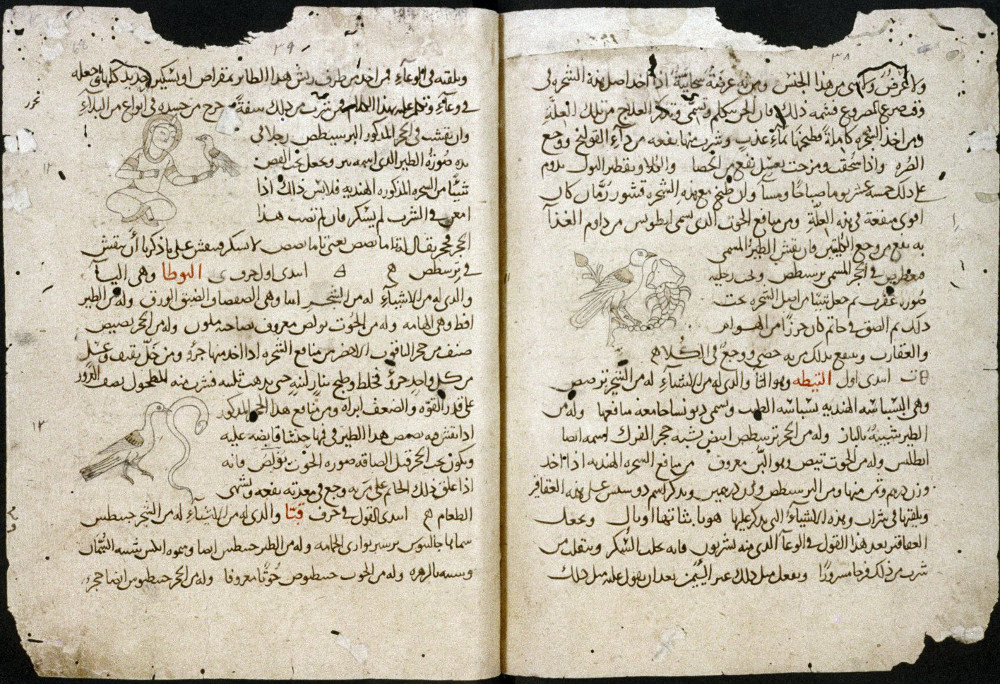
Arabský spis Kyranides, jehož autorství je rovněž připisováno Hermu Trismegistovi

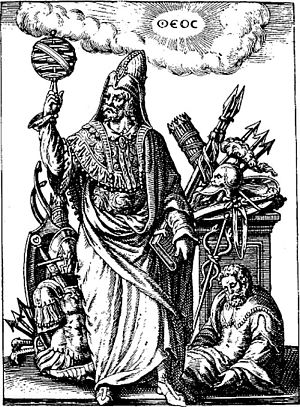
Renesanční podoba Herma Trismegista

Hermes Trismegistos je různými autory považován za tvůrce alchymie a sami alchymisté se k němu často hlásili, přestože ve spisech Corpus Hermeticum nejde o alchymii, jako spíše o druh specifické duchovní filosofie. Filosofie hermetismu má blízko k naukám gnosticismu. Jejím smyslem je dosažení duchovního poznání a transformace, což je také cílem spisů Corpus Hermeticum. Je zřejmé, že gnosticismus měl na vývoji hermetismu vliv. Hermovi bývá připisován také vynález písma (stejně jako u egyptského Thovta), což ovšem závisí na tom, zda dotyčný autor Herma s Thovtem ztotožňuje či nikoli.
Jsou mu připisovány dialogy, které jsou součástí Corpus Hermeticum, mající formu diskuze otázek a odpovědí mezi ním a jeho synem Tatem. Mimo to je mu připisována i velice populární Smaragdová deska, která byla od středověku hojně komentována (leč do Corpus Hermeticum nepatří) a je považována za jeden ze základních textů o alchymii či hermetismu obecně. Existuje ještě další množství spisů, kterých by měl být autorem, zpravidla se však jedná o díla pocházející minimálně ze středověku. Navzdory těmto tradičně tradovaným teoriím zůstává autor (nebo spíš autoři) hermetických spisů a Smaragdové desky zcela neznámým, v případě Corpusu se jedná o sbírku volně poskládaných, na sebe nenavazujících spisů, které spojuje postava mytického Herma Trismegista.